# Paleis voor Schone Kunsten (Mexico-Stad)

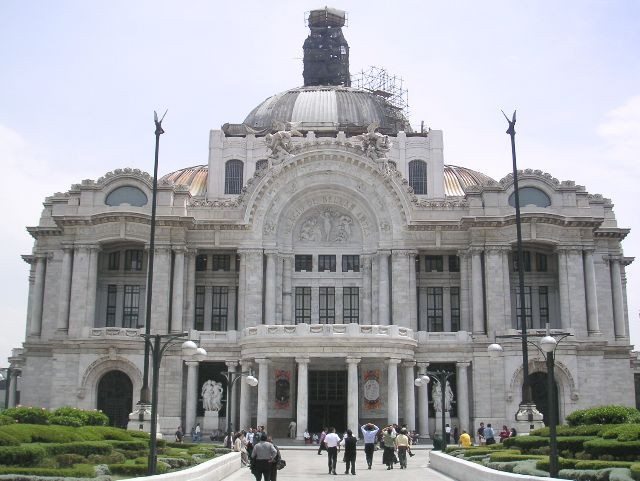
Het Paleis voor Schone Kunsten, 2004.

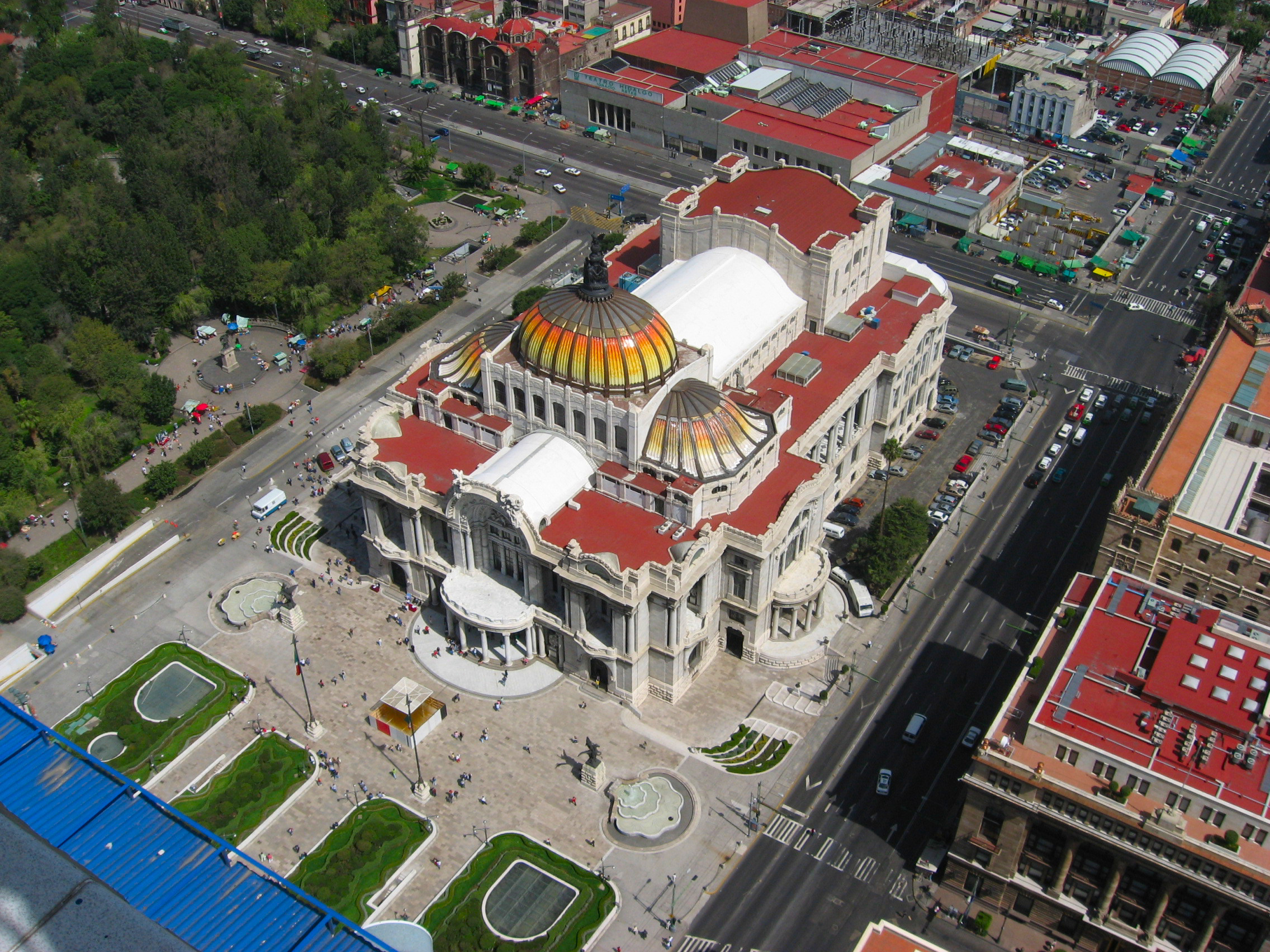
Het uitzicht vanaf de Torre Latinoamericana, 2006.

Het Paleis voor Schone Kunsten (Spaans: Palacio de Bellas Artes) is het belangrijkste opera- en concertgebouw van Mexico-Stad en ligt aan de oostzijde van het Alameda Central welk in 1592 is aangelegd.

## Geschiedenis

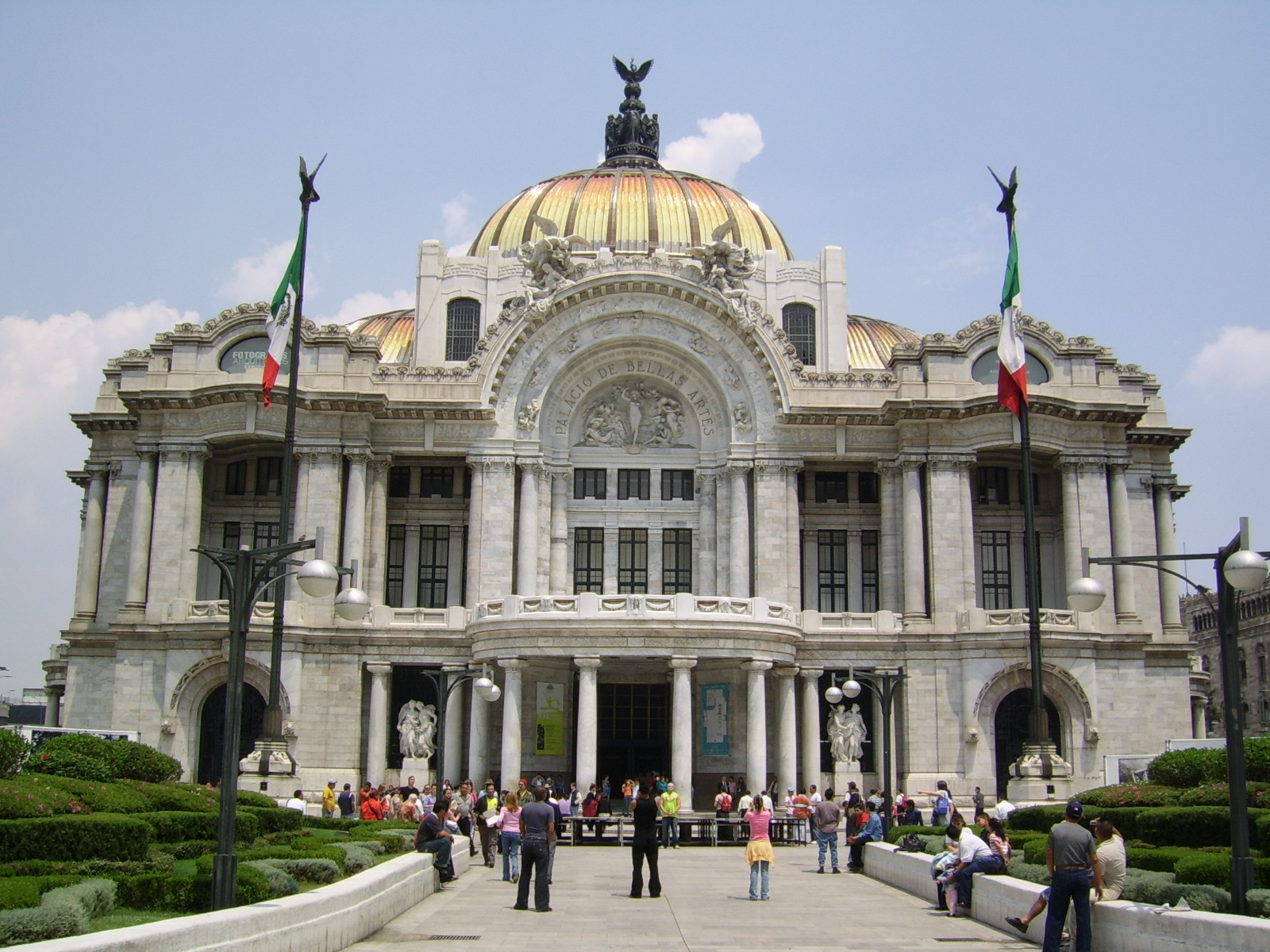
Voorzijde van het paleis

Het vroegst bekende bouwwerk was de convent van Santa Isabel, waarvan de kerk in 1680 werd gebouwd. Op dezelfde locatie zijn echter veel oudere Azteekse vondsten gedaan, zoals een altaar in de vorm van een gevederde slang. Ondanks regelmatige overstromingen tijdens de koloniale periode bleef het klooster bestaan totdat het in 1860 gedwongen werd gesloten tijdens de Hervormingsoorlog.
In de late 19e eeuw werd het eerste nationale theater op deze plek gebouwd. In de eerste jaren van de 20e eeuw moest dit gebouw echter wijken voor een weelderiger gebouw, mede vanwege het honderdjarig bestaan van de Mexicaanse onafhankelijkheid in 1910. In 1901 werd het oude gebouw gesloopt, en het nieuwe theater kreeg de naam Gran Teatro de Ópera. Het nieuwe concertgebouw werd oorspronkelijk ontworpen door de Italiaanse architect Adamo Boari. De bouw begon in 1904 met de legging van de eerste steen door Porfirio Díaz in 1904, maar werd vanwege de gewelddadigheden van de Mexicaanse Revolutie in 1913 stilgelegd. Pas in 1932 werd de bouw voortgezet onder toezicht van de Mexicaanse architect Federico Marsical. Twee jaar later was de bouw gereed. Het theater is gebouwd met neoclassicistische en art-nouveau-invloeden; het interieur is voornamelijk in art-decostijl vormgegeven.

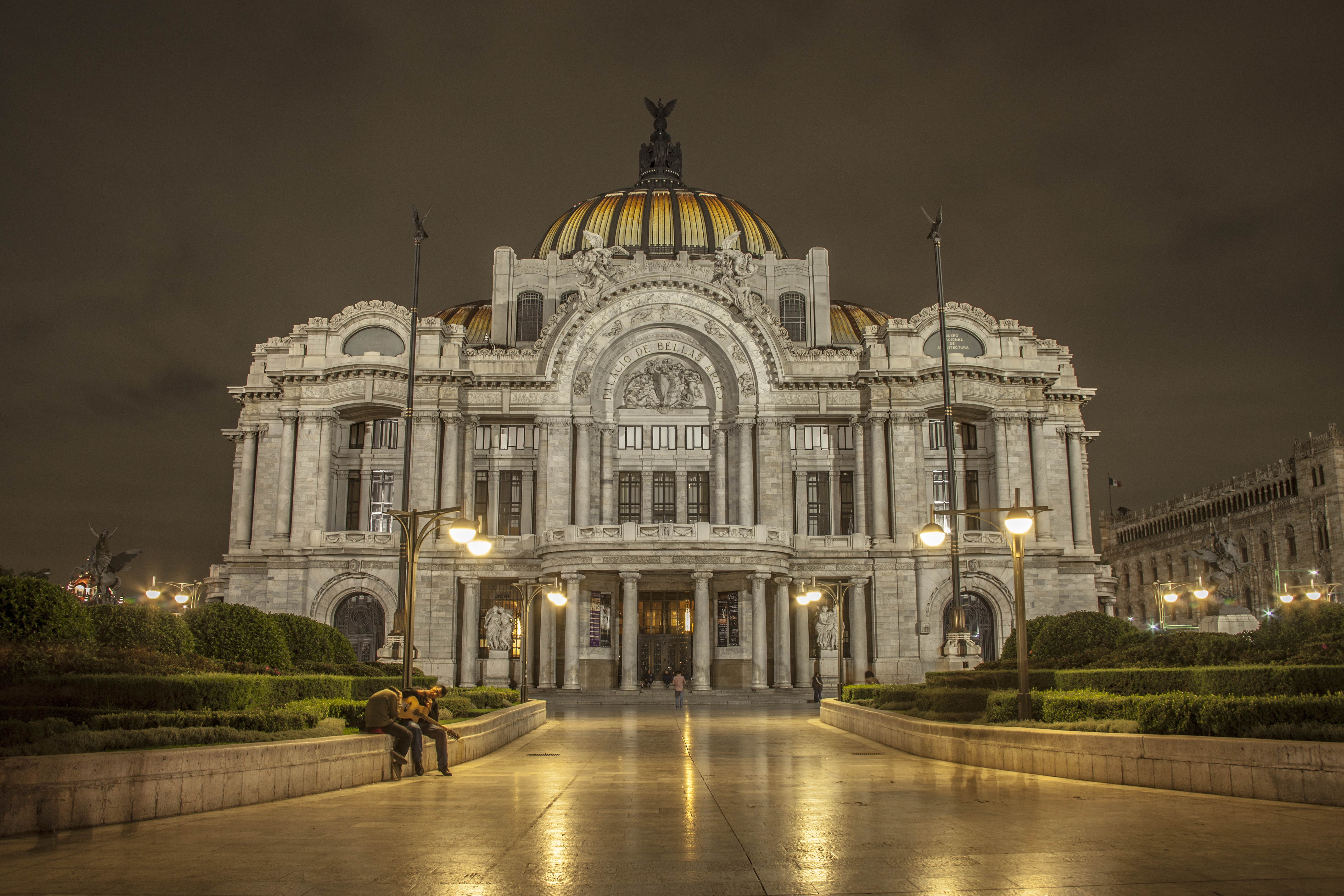
Nachtelijke opname

In 1946 werd het Instituto Nacional de Bellas Artes (Nationaal Instituut voor de Schone Kunsten) gesticht als overheidsinstelling om de kunsten te promoten. Voorheen was dit instituut gehuisvest op verscheidene locaties zoals het Museo Nacional de Artes Plasticas (Museum voor de beelhouwkunst) en het Museo del Libro (boekenmuseum).
De originele staat van het gebouw is grotendeels intact gebleven. Wel is het gebouw in 2009 grondig gerenoveerd vanwege het honderdjarig bestaan in 2010. De techniek is aangepast aan de moderne tijd.

## Het gebouw

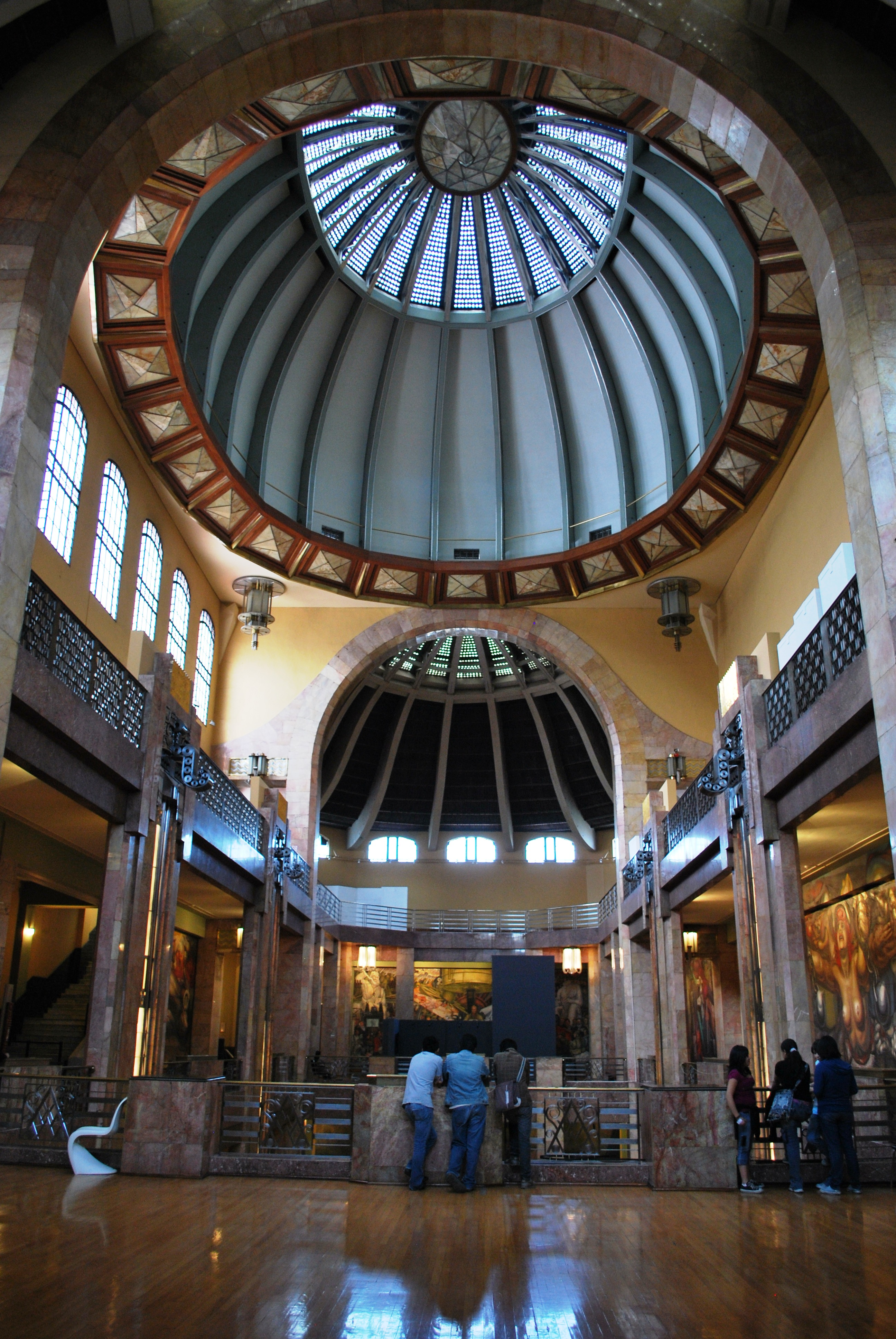
Interieur op de derde verdieping

De hoofdingang die toegang verschaft vanaf de Avenida Huárez is uitgevoerd in Italiaans wit carraramarmer. In het gebouw bevinden zich beelden van Leonardo Bistolfi, met de namen "Harmonie", "Pijn", "Woede", "Vrede" en "Liefde". Op het plein voor de hoofdingang staan vier sculpturen van Pegasus van de hand van de Catalaan Agustí Querol Subirats. Het dak is gemaakt van kristal, gemaakt door de Hongaar Géza Maróti en beeldt de muzen met Apollo uit.

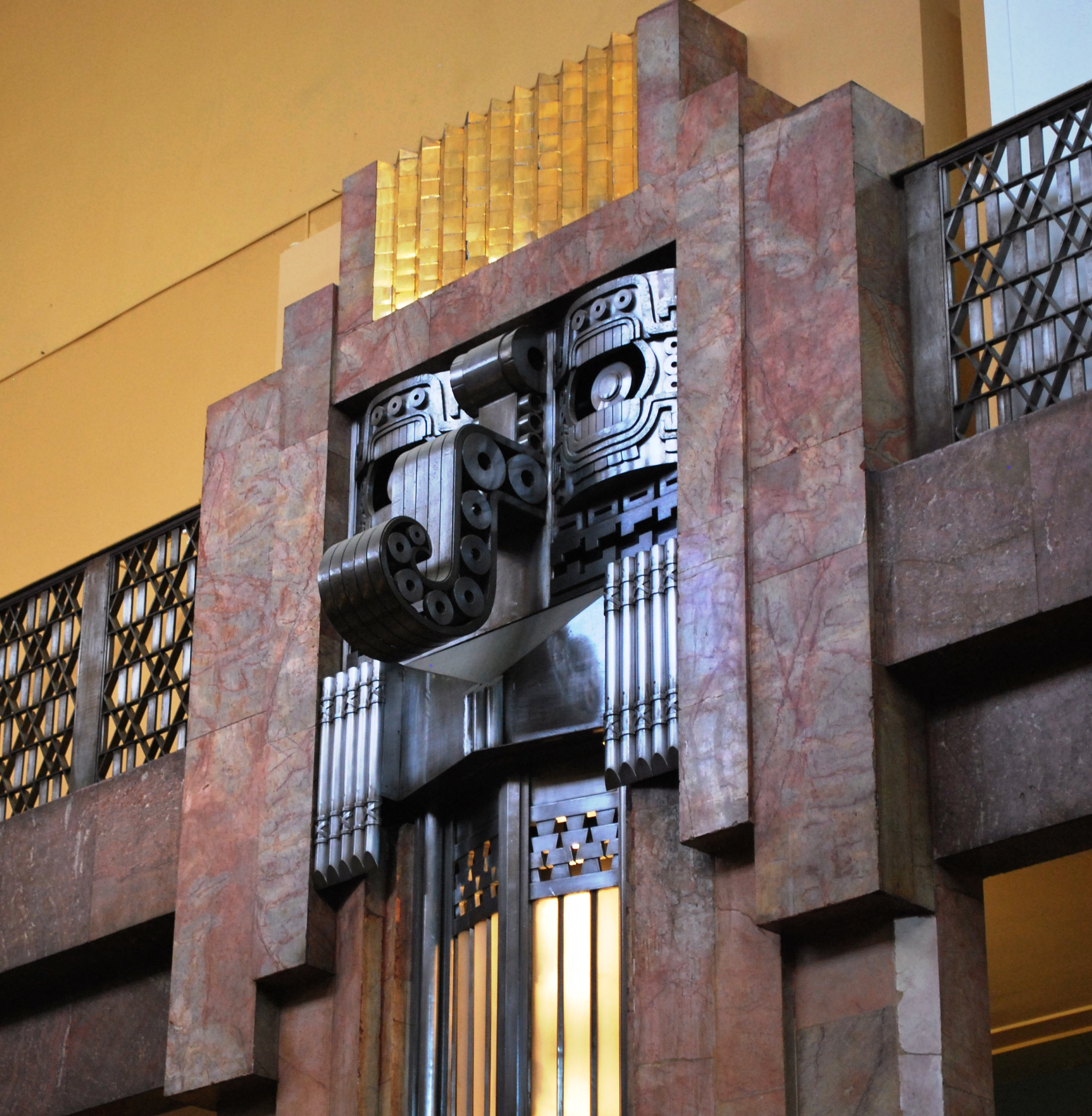
Afbeelding van Chaac op een van de panelen

Het interieur is eveneens uit carraramarmer gehouwen. Het gebouw is in drie stukken verdeeld: de grote hal met twee kleinere expositieruimtes, de theaterruimte en de kantoorruimtes. In de grote hal bevinden zich pre-Spaanse tekeningen in art-decostijl. De kleine expositieruimten bevinden zich op de eerste en tweede verdieping. De eerste verdieping is ingericht met kristallen lampen, met muurtekeningen door Rufino Tamayo. Op de tweede verdieping bevinden zich kleinere expositieruimten, met muurtekeningen door José Clemente Orozco, David Alfaro Siqueiros, Diego Rivera, Jorge González Camarena, Roberto Montenegro en Manuel Rodríguez Lozano. Op de derde verdieping bevindt zich het Museum voor Architectuur.

## Varia
- Maria Callas debuteerde in 1950 in dit theater in de opera opera.
- In 2002 werd de begrafenis van María Félix eveneens hier gehouden.